# Село Вуазен
«Село Вуазен» — картина французького художника Каміля Піссарро.

## Феномен пейзажу
До феноменів 19 століття слід віднести бурхливий розвиток національних літератур і повальне захоплення пейзажним жанром.
Пейзаж мав надзвичайне поширення в мистецтві Голландії 17 століття. В 19 столітті відбувся новий і справжній розкіт пейзажного жанру. Спроби створити пейзажі бралися різні майстри, в творчому доробку яких пейзаж нібито не займав головного місця —
- Суриков Василь Іванович («Краєвид з монументом Петру І на Сенатській площі Петербургу»)
- Серов Валентин («Ліс. Абрамцево», «В садибі Домотканово»),
- Врубель («Одеський порт»),
- Ілля Рєпін («Українська хата») тощо. Але 19 століття дало справжніх класиків пейзажу, особливо у Франції і Росії, творчість яких неможливо уявити без цього жанру — Барбізонська школа, імпресіоністи, постімпресіоністи — у Франції, Васильєв, Шишкін Іван Іванович, Саврасов Олексій Кіндратович, Левітан — в Російській імперії.

## Селище Вуазен
Каміль Піссарро жив в селі Ераньї́. Це було дешевше, ніж у Парижі, і краще для здоров'я дітей. Необхідність отримати зовсім новий мотив для картини спонукала Піссаро і до близьких, і до дальніх подорожей. Можливо, найкращі краєвиди стародавнього французького міста Руан в 19 столітті написав саме Піссарро.
Серед близьких подорожей було і селище Вуазен, хоча і не таке відоме, як Барбізон. Художнику пощастило. Тільки но він в'їхав в селище, як краєвид зачепив його і він узявся до роботи. Дорога стрімко біжить в глибину, по боках високі дерева без листя. Попереду будівлі в садках, серед яких і висока тополя, наче дзвіниця сільської церкви чи вежа старої фортеці. Краєавид чистий і не захаращений зайвими деревами і гілками, як то трапляється на інших пейзажах Піссарро. Невеличкий пейзаж (усього 46 на 55 см) став серед найкращих пейзажних творів художника.